# Closterium eboracense
Closterium eboracense  là một loài Song tinh tảo trong họ Desmidiaceae, thuộc chi Closterium.